# Tito Livio Ferreira
Tito Livio Ferreira est un historien et journaliste brésilien né le 4 juin 1889 à Itapuí et mort le 15 décembre 1988 à São Paulo. Son œuvre occupe une place majeure dans l'historiographie brésilienne,.

## Œuvres
- Anchieta e as Canárias (1953)
- Padre Manoel da Nobrega (1957)
- História da Civilização Brasileira (1959)
- A Maçonaria na Independência Brasileira (1961)
- Histórico das Festas Centenarias da Beneficêcia Portuguesa de S. Paulo (1964)
- História da Educação Lusobrasileira (1966)
- Nóbrega e Anchieta Em São Paulo de Piratininga
- O Elemento Espanhol na Capitania de São Vicente (1973)
- O Idioma Oficial do Brasil é o Português? (1977)
- A Ordem de Cristo e o Brasil (Ibrasa, 1980)
- O Brasil não foi Colónia[3].